# Kołczewo
Kołczewo [kɔu̯ˈt͡ʂɛvɔ] (deutsch Kolzow, früher Colzow) ist ein Dorf in der Gmina Wolin in der polnischen Woiwodschaft Westpommern.

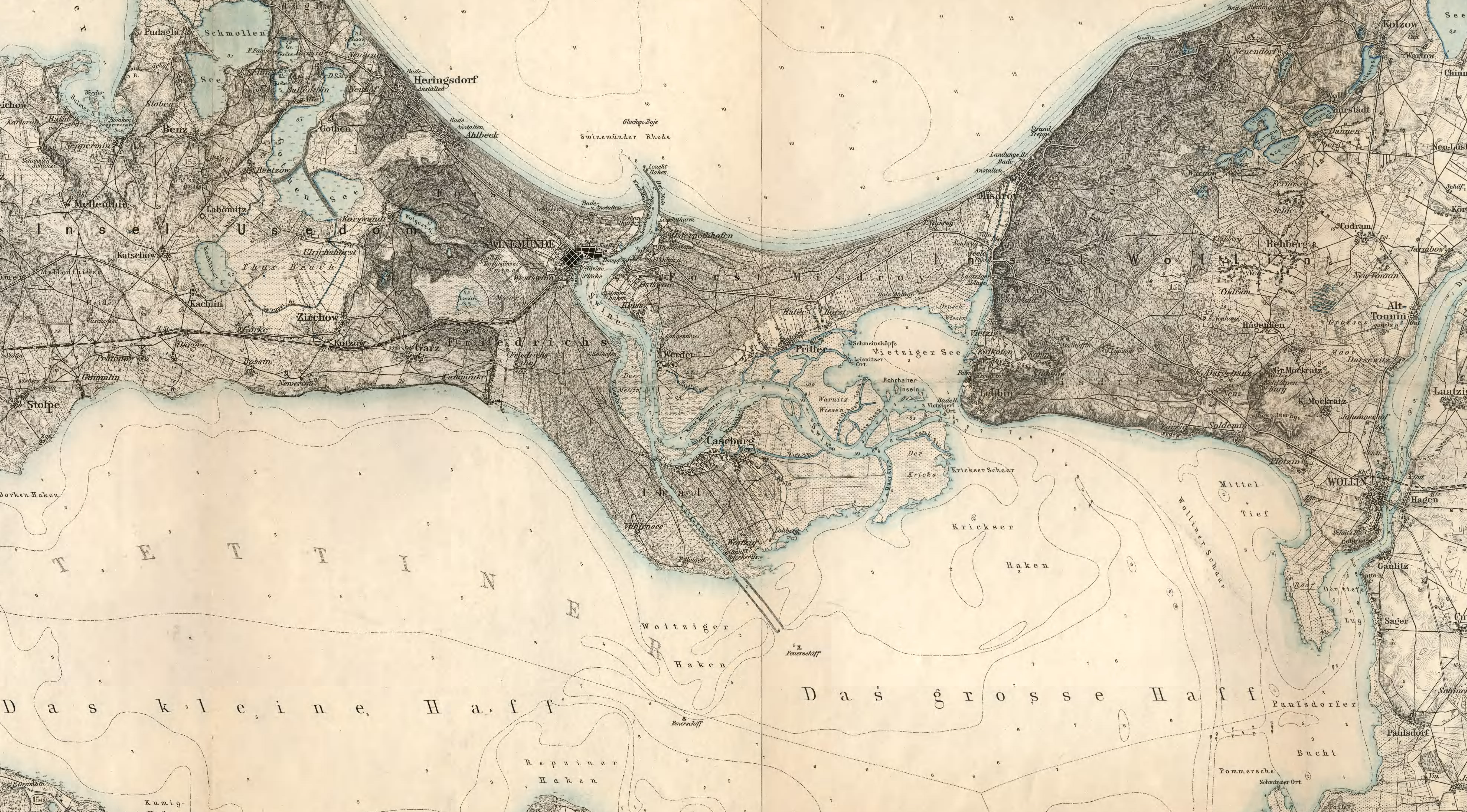
Kolzow und Kolzowscher See nordöstlich von Swinemünde und Misdroy an der Pommerschen Bucht auf einer Landkarte von 1893

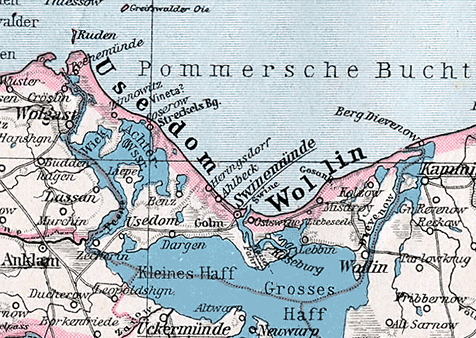
Kolzow nordöstlich von Swinemünde und nördlich von Wollin auf einer Landkarte von 1905

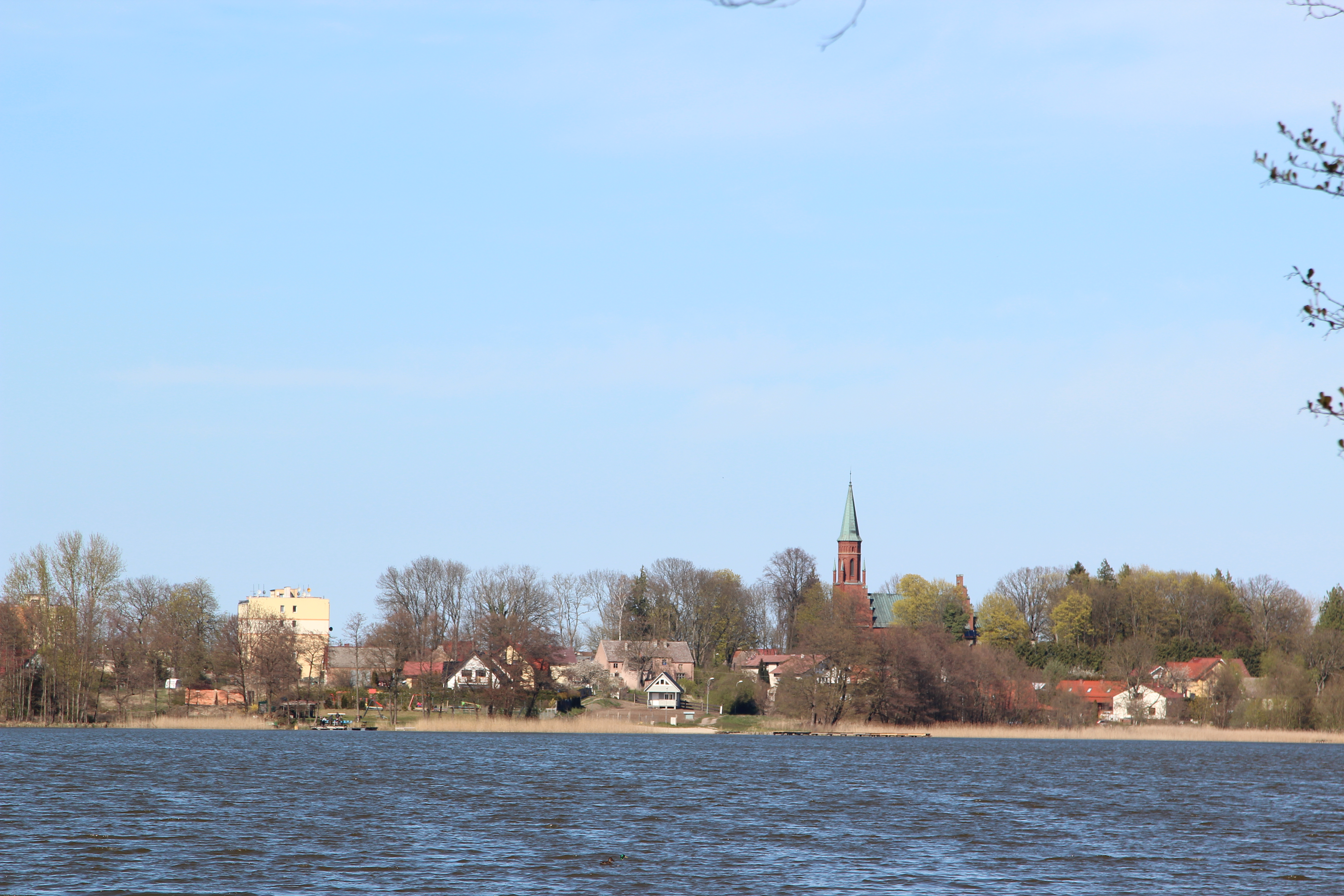
Blick über den Kolzowschen See auf Kołczewo

## Geographische Lage

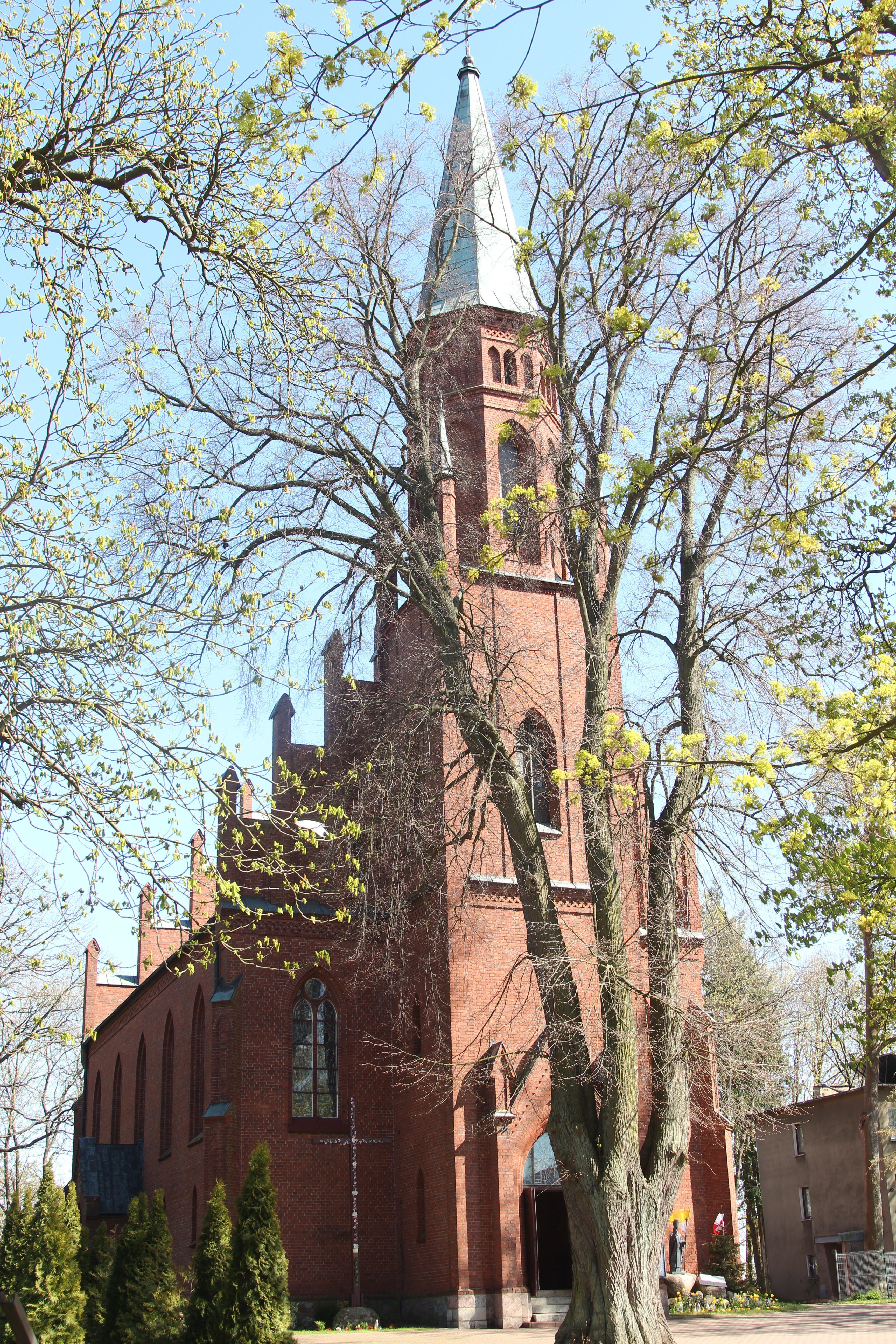
Katharinenkirche

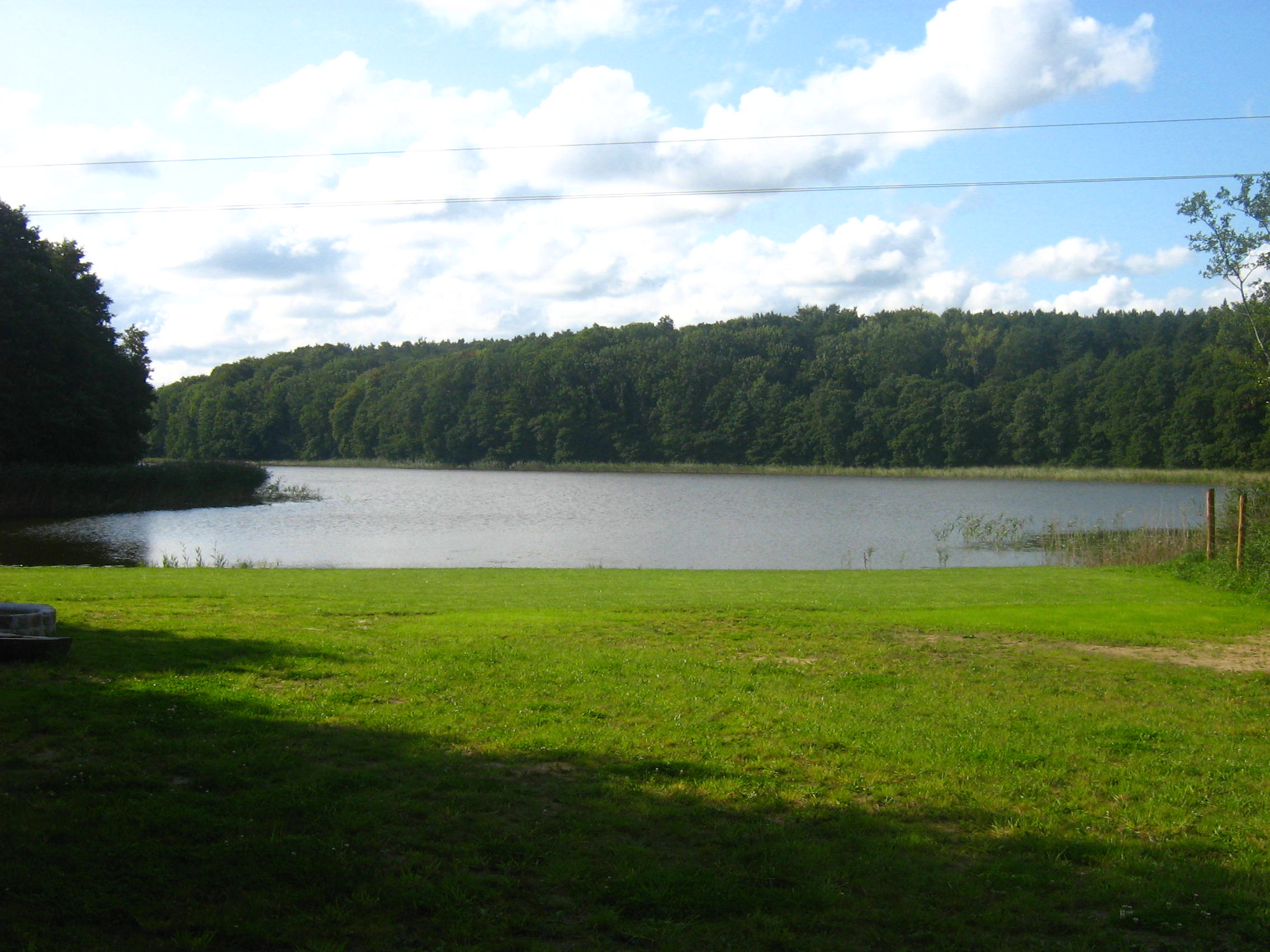
Kolzowscher See (Jezioro Kołczewo) am südlichen Dorfrand

Kołczewo liegt 13 km nördlich von Wolin (Wollin), 13 km westlich von Kamień Pomorski (Cammin in Pommern) und 60 km nördlich von Stettin. Die Entfernung zum Nachbardorf Wisełka (Neuendorf) im Westen beträgt 3,5 km. Südlich von Kołczewo erstreckt sich der Kolzowsche See (Jezioro Kołczewo).

## Geschichte
Die ersten Siedlungsspuren stammen aus der Bronzezeit, insbesondere von der Lausitzer Kultur. Die Entstehung des Siedlungskomplexes kann auf das 9. Jahrhundert datiert werden, vereinzelte Siedlungspunkte auf das 10. bis 12. Jahrhundert. Das Dorf wurde das erste Mal 1311 unter dem Namen Koltzowe in schriftlichen Quellen erwähnt. In einem Dokument von 1492 wird der Pfarrer Detlevus Goess, Apostata, erwähnt.
Im südlichen Teil des Dorfes wurde im 15. Jahrhundert eine Kirche gebaut. Das spätgotische Gebäude wurde zu Beginn des 19. Jahrhunderts zerstört und ab 1859 mit seinen alten Grabsteinen als Ruine geschützt. In der Mitte des 19. Jahrhunderts gab es in Kolzow zwei Kirchen und zwei Mühlen.
Bis 1945 gehörte Kolzow zum Landkreis Usedom-Wollin im Regierungsbezirk Stettin der preußischen Provinz Pommern des Deutschen Reichs.
Gegen Ende des Zweiten Weltkriegs wurde die Region um Kolzow im Frühjahr 1945 von der Roten Armee besetzt und später von der Sowjetunion zusammen mit Hinterpommern unter polnische Verwaltung gestellt. Danach begann die Zuwanderung von Polen. Die deutsche Bevölkerung wurde bis 1946 von der örtlichen polnischen Verwaltungsbehörde aus Kolzow vertrieben und der Ort in Kołczewo umbenannt.

## Sehenswürdigkeiten
- St.-Katharinen-Kirche, neugotischer Backsteinbau mit Westturm und Staffelgiebeln, errichtet Ende des 19. Jahrhunderts (Baubeginn: 1887)

### Demographie
| Jahr | Anzahl Einwohner | Anmerkungen                                                                                 |
| ---- | ---------------- | ------------------------------------------------------------------------------------------- |
| 1818 | 241              | [ 2 ]                                                                                       |
| 1859 | 617              | [ 3 ]                                                                                       |
| 1867 | 684              | am 3. Dezember                                                                              |
| 1871 | 673              | am 1. Dezember, davon 661 Evangelische, drei Katholiken, fünf sonstige Christen, vier Juden |
| 1910 | 790              | [ 5 ]                                                                                       |
| 1933 | 739              | [ 6 ]                                                                                       |
| 1939 | 751              | [ 6 ]                                                                                       |

Im Jahr 2011 hatte das Dorf 721 Einwohner.

## Persönlichkeiten

### Persönlichkeiten, die im Ort geboren wurden
- Magdalene Harnisch (Pseudonym Magdalene Harald, * 20. Mai 1858 in Kolzow; † 11. Dezember 1904 in Charlottenbrunn, Tochter des Kolzower Pastors Emil Harnisch, ⚭ 1885 in Rothenburg/Oberlausitz Dr. H. Grabi), deutsche Lehrerin und Schriftstellerin